# Stjernenukleosyntese
Stjernenukleosyntese er en fællesbetegnelse for de nukleare reaktioner, som finder sted i stjerner, og som opbygger de tungere grundstoffers atomkerner.
De processer, som foregår, begyndte at blive forstået tidligt i det 20. århundrede, da det for første gang blev klart, at det er energien, som frigøres ved kernereaktioner, der har givet Solen mulighed for at eksistere som kilde til varme og lys i milliarder af år. Den vigtigste energiproduktion i Solen sker ved fusion af brint til helium, hvilket sker ved en minimumstemperatur på 3 millioner K.

## Historie
I 1920 var Arthur Eddington den første til at foreslå, at stjerner fik deres energi fra kernefusion af brint til helium. Det skete på basis af de præcise målinger af atomer, som var foretaget af F.W. Aston.
George Gamow udledte i 1928, hvad der nu kaldes Gamow-faktoren, en kvantemekanisk formel, som angav sandsynligheden for, at to kerner kunne komme tilstrækkelig tæt på hinanden til at den stærke kernekraft kunne overvinde Coulomb-barrieren.
Gamow-faktoren benyttedes i det følgende tiår af Atkinson og Houtermans og senere af Gamow selv og Teller til at udlede den hastighed, hvormed kernereaktioner ville skride frem ved de høje temperaturer, som man mente fandtes i det indre af stjernerne.
I 1939 analyserede Hans Bethe i en afhandling med titlen Energy Production in Stars (Energiproduktion i stjerner) de forskellige mulige reaktioner, hvorved brint kunne fusionere og danne helium. Han udvalgte to processer, som han mente var gode kandidater. Den første, proton-proton-kæden, er den dominerende energikilde i stjerner med en masse op til i nærheden af Solens. Den anden proces, kulstof-kvælstof-ilt-cyklussen, som også von Weizsäcker havde overvejet i 1938, er vigtigere i mere massive stjerner. Disse arbejder vedrørte den energifrembringelse, som er i stand til at bevare stjerner varme. Derimod vedrørte de ikke frembringelsen af tungere grundstoffer. Teorien herfor blev taget op af Fred Hoyle i 1946, hvor han argumenterede for, at en samling meget varme kerner ville smelte sammen til jern. Hoyle fulgte det op i 1954 i en større afhandling, der viste, hvordan fremskredne fusionsfaser i stjerner ville syntetisere grundstoffer med en masse mellem kul og jern. 
Der blev hurtigt føjet mange vigtige detaljer til Hoyles teori, begyndende med offentliggørelsen af et berømt skrift i 1957 af  Burbidge, Burbidge, Fowler og Hoyle (i almindelighed kendt som B²FH-skriftet). Dette værk samlede og forfinede de tidligere undersøgelser til en gennembearbejdet og meget citeret redegørelse, som gav løfte om at kunne forklare de observerede relative mængder af grundstofferne. Betydelige forbedringer blev tilføjet af A.G.W. Cameron og Donald D. Clayton. Cameron tog sin egen uafhængige tilgang til nukleosyntese og brugte computere til tidsafhængige beregninger af nukleare systemers udvikling. Han beregnede de første tidsafhængige modeller af S-processen, R-processen og fusionen af silicium til grundstoffer i jern-gruppen samt opdagede strålingsrelaterede tidsfølger til brug for bestemmelse af grundstoffers alder. Hele forskningsområdet udvidede sig hurtigt i 1970'erne.

## Nøglereaktioner
De vigtigste reaktioner inden for stjernenukleosyntese er følgende:
| Proces                                      | Hovedreaktioner             | Detailreaktioner |
| ------------------------------------------- | --------------------------- | ---------------- |
| brintforbrænding                            | proton-proton-kædereaktion  |                  |
| brintforbrænding                            | kulstof-kvælstof-ilt-cyklus |                  |
|                                             |                             |                  |
| heliumforbrænding                           | tripel-alfa-processen       |                  |
| heliumforbrænding                           | alfaproces                  |                  |
|                                             |                             |                  |
| Forbrænding af tungere grundstoffer         | Kulforbrænding              |                  |
| Forbrænding af tungere grundstoffer         | Neonforbrænding             |                  |
| Forbrænding af tungere grundstoffer         | Iltforbrænding              |                  |
| Forbrænding af tungere grundstoffer         | Siliciumforbrænding         |                  |
|                                             |                             |                  |
| Produktion af grundstoffer tungere end jern | Neutronabsorption           | R-proces         |
| Produktion af grundstoffer tungere end jern | Neutronabsorption           | S-proces         |
| Produktion af grundstoffer tungere end jern | Protonabsorption            | Rp-proces        |
| Produktion af grundstoffer tungere end jern | Fotodisintegration          | P-proces         |
|                                             |                             |                  |